# Radioisotope synthétique
Un radioisotope synthétique est un radioisotope qui n'est pas présent dans la nature, aucun mécanisme naturel ne permettant de le produire, ou il est si instable qu'il se dégrade en une très courte période. L’on peut citer par exemple parmi ces isotopes le technétium 95 et le prométhium 146. Beaucoup de ces radioisotopes sont présents et recueillis à partir de combustible nucléaire usagé. Certains peuvent aussi être produits dans des accélérateurs de particules.

## Histoire

### Découverte
Le premier radioisotope synthétique à avoir été identifié comme tel est le phosphore 30, obtenu par Irène et Frédéric Joliot-Curie en 1934 en bombardant de l'aluminium avec des particules α; cela leur vaut le prix Nobel de chimie l'année suivante.